# Fort Belgica

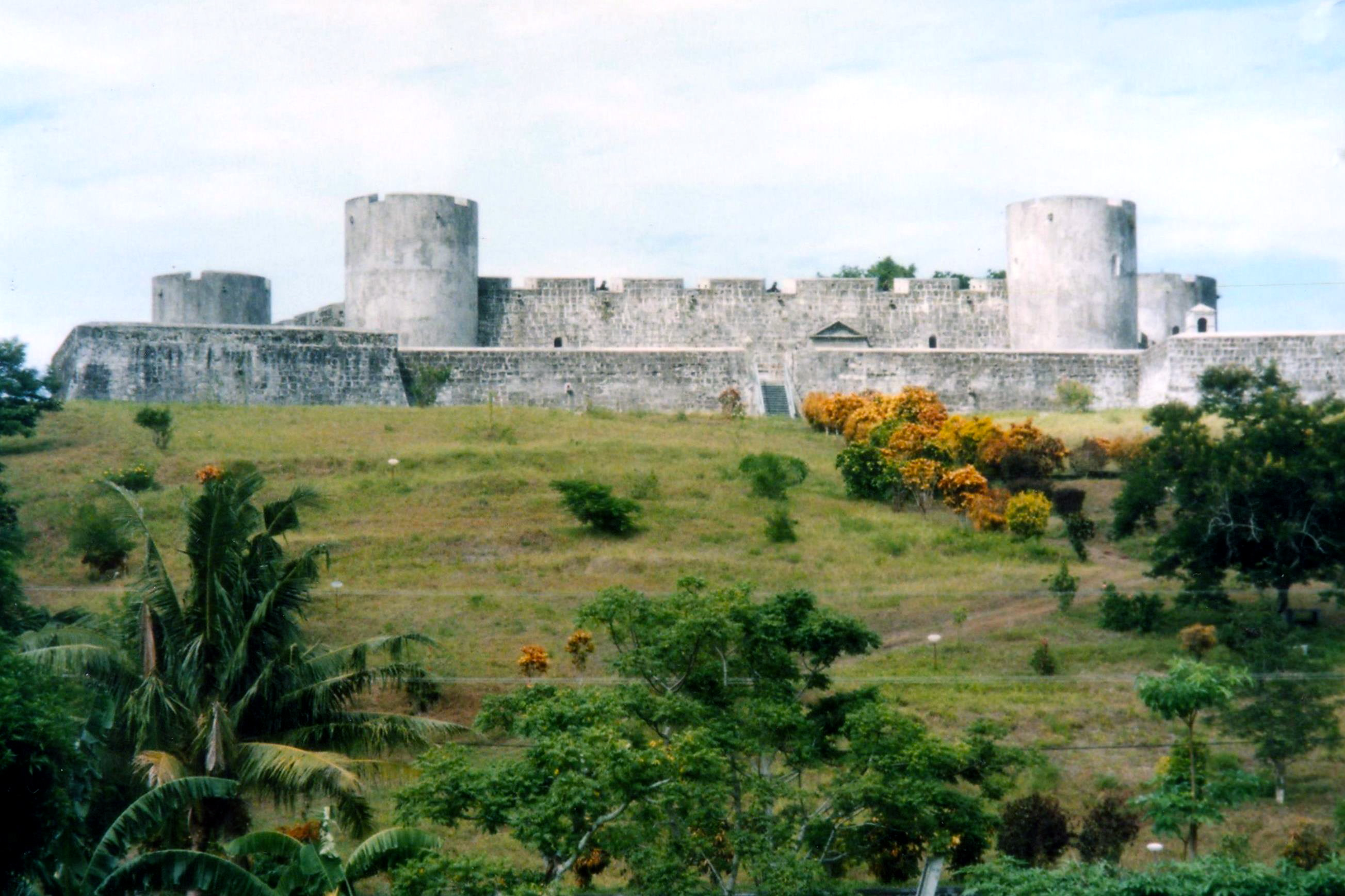
Fort Belgica op Bandaneira

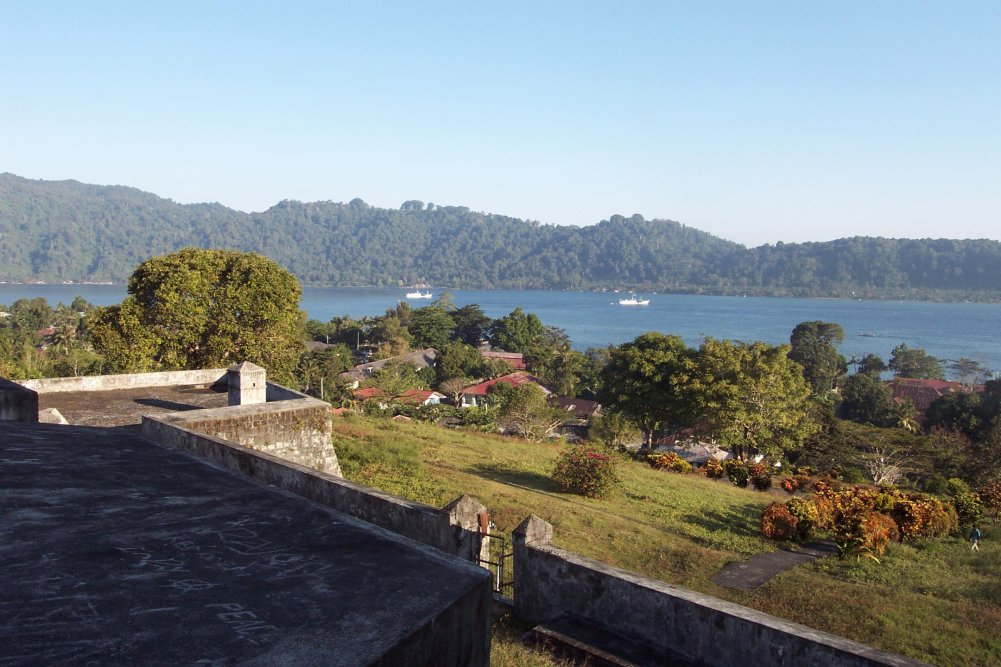
Uitzicht van Fort Belgica

Fort Belgica (Indonesisch: Benteng Belgica) is een fort van de Vereenigde Oostindische Compagnie (VOC) op het eiland Bandaneira, een van de Banda-eilanden in Indonesië.

## Geschiedenis
Fort Belgica van de VOC op de Banda-eilanden werd gebouwd in 1611 in opdracht van gouverneur-generaal Pieter Both. Op het eiland lag al fort Nassau. Het was echter noodzakelijk om een groter fort te bouwen om het monopolie op nootmuskaat te handhaven. Het fort in de vorm van een vijfhoek met bastions ligt op een heuvel, 200 meter ten noorden van de restanten van fort Nassau.
|  |  |